# Dohrenbach
Dohrenbach ist ein Stadtteil von Witzenhausen im nordhessischen Werra-Meißner-Kreis und seit 2016 staatlich anerkannter Luftkurort.

## Geographische Lage

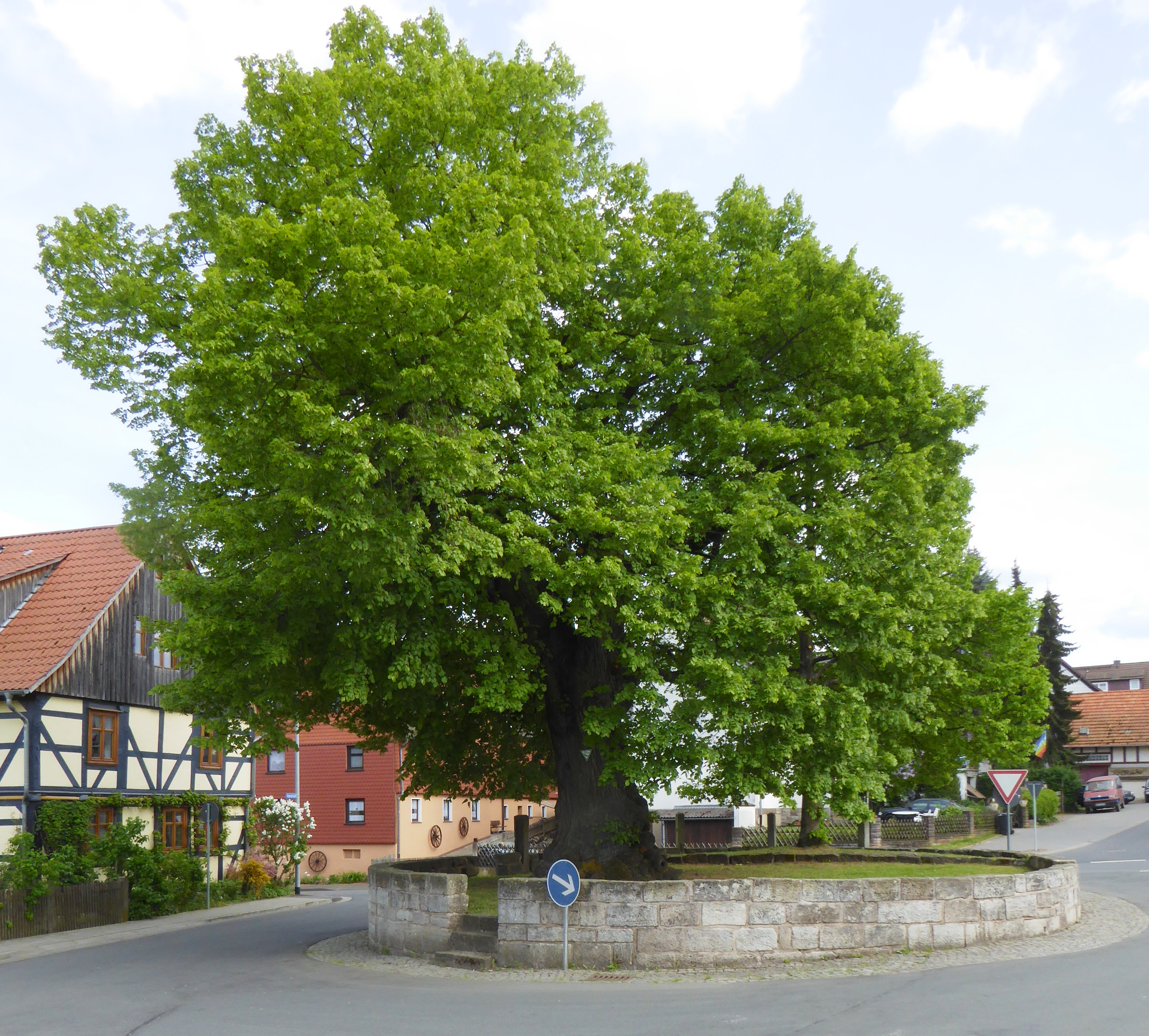
Gerichtsplatz in Dohrenbach

Dohrenbach liegt im Kaufunger Wald und im Geo-Naturpark Frau-Holle-Land (Werratal.Meißner.Kaufunger Wald) 3,8 km südsüdwestlich der Kernstadt von Witzenhausen am Nordwestufer des 1,2 km ostnordöstlich des Dorfs in die Gelster mündenden Dohrenbachs. Durch den Ort verläuft die Landesstraße 3389 von Roßbach im Westen zur Bundesstraße 451 im Osten.
In der Gemarkung von Dohrenbach liegt etwa 1,5 km südlich des Dorfs am Ende der Kreisstraße 64 die Gehöftgruppe Fahrenbach, ein ehemaliges Rittergut im Tal des Fahrenbachs. Etwa 3,5 km südwestlich von Dohrenbach befindet sich der Rote See – Relikt des 1914 eingestellten Basaltabbaus am Hessenbühl und als Naturdenkmal ausgewiesen.

## Geschichte

### Verwaltungsgeschichte
Erstmals urkundlich erwähnt wurde das Dorf Durebach im Jahre 1199. In späteren Urkunden erschien der Ortsname dann als Thorinbach (um 1354), Dorinbach (1370), Dornbach (1397), Dorenbach (1437) und Torinbach (1437). Das Dorf war wohl seit 1264, als auch Witzenhausen an Landgraf Heinrich I. von Hessen kam, landgräflich-hessischer Besitz, wobei Teile des Orts und seiner Gemarkung häufig Pfand- oder Lehnsbesitz verschiedener Adelsfamilien waren (Berlepsch, Biela, Plesse, Hans von Stockhausen, Hans von Dörnberg der Jüngere). Auch das zwischen Witzenhausen und Göttingen gelegene Kloster Mariengarten hatte von 1397 bis 1421 Besitz im Ort. Von 1437 bis 1824 waren die Freiherren von Berlepsch Inhaber des landgräflichen bzw. kurfürstlichen Burglehens und der Niederen Gerichtsbarkeit zu Dohrenbach und damit de facto Herren des Dorfs. Auch das Kirchenpatronat im Ort war ihres.
Verwaltungstechnisch gehörte das Dorf bis 1821 zum hessischen Amt Witzenhausen und danach zum Landkreis Witzenhausen. Während der französischen Besetzung 1807–1813 gehörte der Ort zum Kanton Witzenhausen im Königreich Westphalen.
Zum 1. Oktober 1971 wurde die bis dahin selbständige Gemeinde Dohrenbach im Zuge der Gebietsreform in Hessen auf freiwilliger Basis in die Stadt Witzenhausen eingemeindet. Für die nach Witzenhausen eingegliederten, ehemals eigenständigen Gemeinden wurde je ein Ortsbezirk mit Ortsbeirat und Ortsvorsteher nach der Hessischen Gemeindeordnung gebildet.

### Siedlungsentwicklung
Im 15. und 16. Jahrhundert hatte der kleine Ort offensichtlich ein wechselvolles Schicksal. Im Jahre 1466 wird der Ort als wüst bezeichnet, und 1497 wurde die Wüstung in die Gemarkung von Witzenhausen gezogen. 1516 wird dann wieder von einem Dorf gesprochen, und dessen Feldflur war wieder aus der Gemarkung Witzenhausen gelöst, und 1529 werden 15 erwachsene männliche Einwohner genannt. Bereits 1536 war der Ort erneut wüst gefallen (Dorrenbach, zue der Wustenunge). 1551 ist wieder von einem Dorf die Rede, mit allerdings nur 19 Einwohnern, jedoch schon ein Jahr später nur von einer Mühle und einer Wüstung. Auch 1565 lag der Ort noch wüst, aber 1575 und auch 1585 wurden wieder 20 Hausgesesse im Ort gezählt. Der Dreißigjährige Krieg brachte den Ort noch einmal an den Rand des Untergangs. 1650 gab es nur noch sechs Hausgesesse in Dohrenbach, und 1657 wird von 11 durch den Krieg zerstörten Häusern berichtet.
Erst danach gelang die dauerhafte Wiederbesiedlung. 1681 waren es bereits wieder 17 Hausgesesse, und 1747 wurden 29 Haushalte („Mannschaften“) mit 33 Feuerstellen gezählt. 1744 wird von 155 Einwohnern und einer Gemarkung von 441 Kasseler Acker Land berichtet. Danach folgte ein stetiger und beachtlicher Anstieg der Wohnbevölkerung bis zur Mitte des 19. Jahrhunderts, als mit 464 Einwohnern im Jahre 1852 ein zwischenzeitlicher Höchststand erreicht wurde. Auf eine Phase der Ab- und Auswanderung in der zweiten Hälfte des 19. Jahrhunderts folgte dann ein erneuter Bevölkerungszuwachs, der in den ersten Jahren nach dem Zweiten Weltkrieg durch die Ankunft von Ausgebombten und Heimatvertriebenen einen kurzzeitigen Höhepunkt sah.

## Bevölkerung
Einwohnerstruktur 2011
Nach den Erhebungen des Zensus 2011 lebten am Stichtag, dem 9. Mai 2011, in Dohrenbach 525 Einwohner. Darunter waren 9 (1,7 %) Ausländer. Nach dem Lebensalter waren 15 Einwohner unter 18 Jahren, 21 zwischen 18 und 49, 6 zwischen 50 und 64 und 15 Einwohner waren älter. Die Einwohner lebten in 60 Haushalten. Davon waren 24 Singlehaushalte, 6 Paare ohne Kinder und 9 Paare mit Kindern, sowie 3 Alleinerziehende und keine Wohngemeinschaften. In 6 Haushalten lebten ausschließlich Senioren und in 15 Haushaltungen lebten keine Senioren.
Einwohnerentwicklung
| Quelle: Historisches Ortslexikon |                                     |
| • 1529:                          | 15 Mann                             |
| • 1575/85:                       | 20 Hausgesesse                      |
| • 1744:                          | 155 Einwohner                       |
| • 1747:                          | 29 Mannschaften mit 33 Feuerstellen |

| Dohrenbach: Einwohnerzahlen von 1834 bis 2022 | Dohrenbach: Einwohnerzahlen von 1834 bis 2022 | Dohrenbach: Einwohnerzahlen von 1834 bis 2022 | Dohrenbach: Einwohnerzahlen von 1834 bis 2022 | Dohrenbach: Einwohnerzahlen von 1834 bis 2022 |
| --- | --------------------------------------------- | --------------------------------------------- | --------------------------------------------- | --------------------------------------------- |
| Jahr |                                               |                                               |                                               | Einwohner                                     |
| 1834 | 1834                                          |                                               | 374                                           | 374                                           |
| 1840 | 1840                                          |                                               | 416                                           | 416                                           |
| 1846 | 1846                                          |                                               | 473                                           | 473                                           |
| 1852 | 1852                                          |                                               | 464                                           | 464                                           |
| 1858 | 1858                                          |                                               | 415                                           | 415                                           |
| 1864 | 1864                                          |                                               | 419                                           | 419                                           |
| 1871 | 1871                                          |                                               | 362                                           | 362                                           |
| 1875 | 1875                                          |                                               | 356                                           | 356                                           |
| 1885 | 1885                                          |                                               | 345                                           | 345                                           |
| 1895 | 1895                                          |                                               | 373                                           | 373                                           |
| 1905 | 1905                                          |                                               | 452                                           | 452                                           |
| 1910 | 1910                                          |                                               | 476                                           | 476                                           |
| 1925 | 1925                                          |                                               | 491                                           | 491                                           |
| 1939 | 1939                                          |                                               | 465                                           | 465                                           |
| 1946 | 1946                                          |                                               | 626                                           | 626                                           |
| 1950 | 1950                                          |                                               | 636                                           | 636                                           |
| 1956 | 1956                                          |                                               | 556                                           | 556                                           |
| 1961 | 1961                                          |                                               | 540                                           | 540                                           |
| 1967 | 1967                                          |                                               | 515                                           | 515                                           |
| 1970 | 1970                                          |                                               | 509                                           | 509                                           |
| 1980 | 1980                                          |                                               | ?                                             | ?                                             |
| 1990 | 1990                                          |                                               | ?                                             | ?                                             |
| 2000 | 2000                                          |                                               | ?                                             | ?                                             |
| 2011 | 2011                                          |                                               | 525                                           | 525                                           |
| 2015 | 2015                                          |                                               | 528                                           | 528                                           |
| 2022 | 2022                                          |                                               | 525                                           | 525                                           |
| Datenquelle: Historisches Gemeindeverzeichnis für Hessen: Die Bevölkerung der Gemeinden 1834 bis 1967. Wiesbaden: Hessisches Statistisches Landesamt, 1968. Weitere Quellen: LAGIS; Stadt Witzenhausen; Zensus 2011 |                                               |                                               |                                               |                                               |

Historische Religionszugehörigkeit
| • 1885: | 309 evangelische (= 99,04 %), drei katholische (= 0,96 %) Einwohner |
| • 1961: | 495 evangelische (= 91,67 %), 36 katholische (= 6,67 %) Einwohner   |

## Politik
Für Dohrenbach besteht ein Ortsbezirk (Gebiete der ehemaligen Gemeinde Dohrenbach) mit Ortsbeirat und Ortsvorsteher nach der Hessischen Gemeindeordnung. Der Ortsbeirat besteht aus sieben Mitgliedern. Bei den Kommunalwahlen in Hessen 2021 betrug die Wahlbeteiligung zum Ortsbeirat 66,14 %. Es erhielten die SPD mit 42,44 % drei Sitze, die CDU mit 32,65 % zwei Sitze und das Bündnis 90/Die Grünen mit 24,91 % zwei Sitze. Der Ortsbeirat wählte Peter Schill (SPD) zum Ortsvorsteher.

## Wirtschaft und Infrastruktur
Dohrenbach, dessen Mittelpunkt der Lindenplatz mit zwei alten Gerichtslinden und die 1853 erbaute Fachwerkkirche bilden, ist bereits seit den 1950er Jahren sehr auf Fremdenverkehr, insbesondere Wandergäste, eingestellt und verfügt über eine Anzahl Übernachtungsmöglichkeiten von Hotel bis zu Fremdenzimmern sowie einem Heuhotel. Auf einigen Wanderwegen gibt es Kneipp-Wassertretbecken.
Noch bis 1838 wurde am sogenannten Pochhaus, etwa 1 km nordöstlich von Dohrenbach am Westufer der Gelster und am Einfluss des Dohrenbaches in diese, östlich des Weinberges zwischen Bahn und Straße bzw. unmittelbar südlich des heutigen Firmengeländes der „SCA Packaging Containerboard Deutschland“, Kupfer geschürft.